# Oorlagh George
Oorlagh George (Irlanda do Norte, 7 de julho de 1980) é um cineasta irlandês. Como reconhecimento, venceu, no Oscar 2012, a categoria de Melhor Curta-metragem por The Shore.